# Idrimi
Idrimi era hijo del rey de Alepo, Ilimilimma I y fue rey de Alalakh en el siglo XV a. C.

## Historia

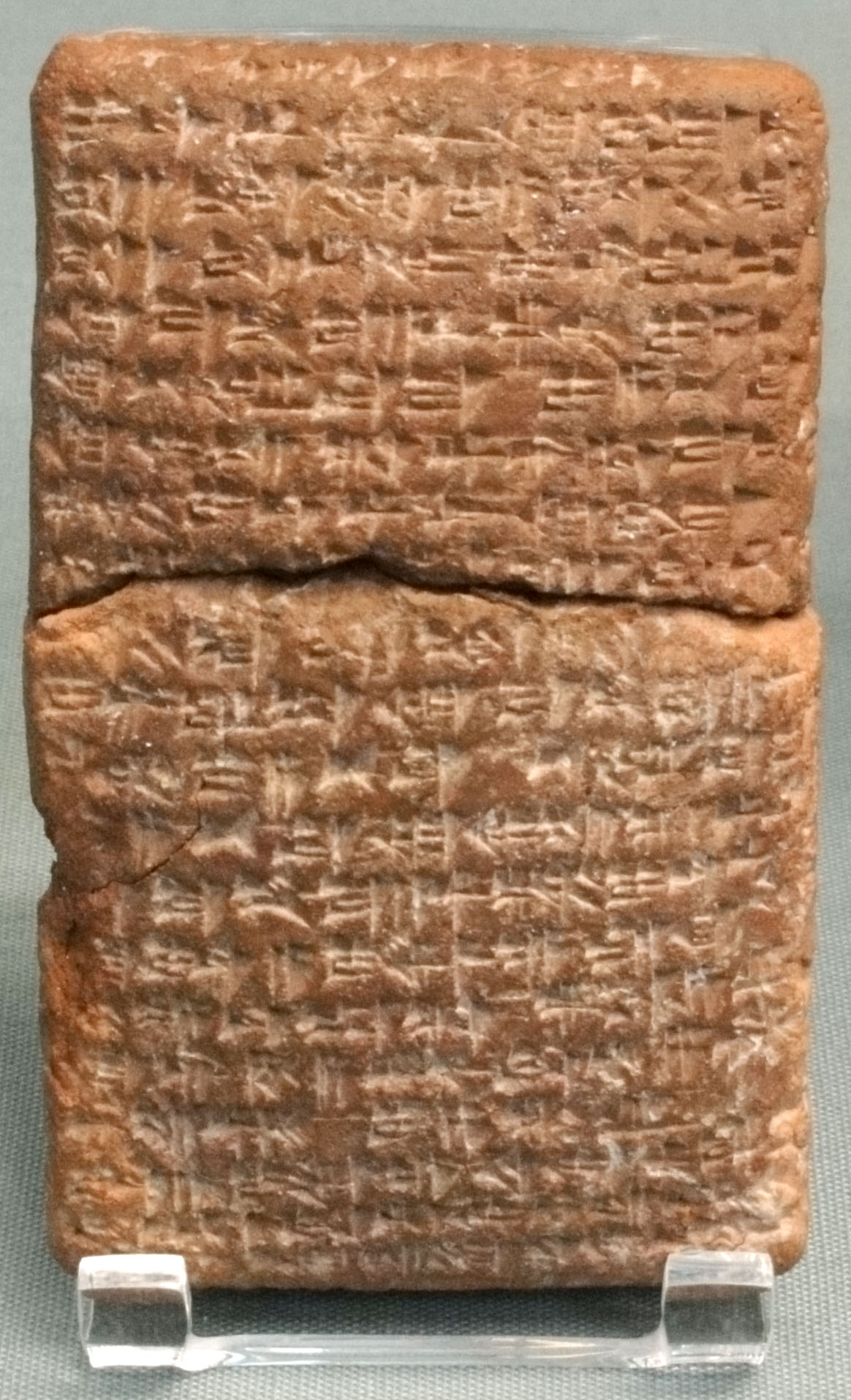
Tableta en la tumba de Idrimi en Alalakh.

Habiendo sido destronado su padre, seguramente por Barattarna, rey de Mitanni en 1550 a. C., Idrimi tuvo que huir con toda su familia. Sin embargo Idrimi se dirigió al país de Canaán, en el actual Israel, donde convivió varios años con los habiru tribus nómadas muy belicosas que pueden ser identificadas con los hebreos. Idrimi acabó juntado una tropa de fieles partidarios, con los que se dirigió por mar hacia los estados que fueron de su padre, apoderándose de un buen número de ciudades aunque no de Alepo. El rey de Mitanni aceptó la nueva situación y concluyó un pacto de vasallaje con Idrimi, aunque sin devolverle la antigua capital del reino, Alepo, de modo que Idrimi fijó su nueva capital en Alalakh. Después de ello, Idrimi practicó una política casi independiente, firmando alianzas y haciendo la guerra, en especial contra los hititas, seguramente contando sólo con el beneplácito más o menos tácito del rey de Mitanni, Barattarna.
No se sabe aún como acabó su reinado, pero gracias a una tableta encontrada en su tumba se conoce que su reinado duró 30 años y que fue enterrado con honores.